# Res nec mancipi
In diritto romano la locuzione res nec mancipi indica i beni di importanza meramente individuale, non connotati quindi da una preminente importanza sociale e da un valore economico-sociale di rilievo. Compongono la categoria opposta a quella delle res mancipi. Dal momento che non erano beni socialmente rilevanti il loro regime di circolazione era meno rigoroso; esse infatti erano facilmente alienabili utilizzando il semplice negozio giuridico non formale della traditio (consegna), grazie al quale l'effetto traslativo della proprietà era immediato, e non richiedevano l'utilizzo della mancipatio o della in iure cessio, negozi formali di trasferimento della proprietà, obbligatori per l'alienazione di una res mancipi.
La suddivisione delle res, i beni, ma anche i diritti reali, in mancipi e nec mancipi è di età antica e il catalogo delle res mancipi fu anch'esso definito e chiuso rigidamente in età antica. A prova di ciò Gaio testimonia nelle sue Istitutiones che, sebbene nelle res mancipi fossero compresi gli animali da tiro e da soma convenzionali (come cavalli, asini, buoi e altri - letteralmente Gaio li definisce "animalia quae collo dorsove domari solent"), beni di grande valore economico, da esse erano stati esclusi animali da soma più esotici, come l'elefante e il cammello, perché conosciuti dai Romani solo in epoca più tarda a quella della formalizzazione del catalogo delle res mancipi. Questi animali erano perciò considerati dal diritto, secondo l'interpretazione gaiana, come res nec mancipi:
(G. 2.15)